# Киви, Питер
Питер Киви (англ. Peter Kivy; 22 октября 1934 — 6 мая 2017) — американский философ искусства, литературы и музыки. Был почётным профессором Ратгерского университета.

## Биография
Питер Киви родился в Нью-Йорке в семье русских эмигрантов Юлиуса и Изабель Розен Киви. Учился в школе Уолдена в Верхнем Вест-Сайде, с детства занимался музыкой, играл на гобое. Окончив школу, поступил в Мачиганский университет на философию, где в 1956 году получил степень бакалавра искусств, а в 1958 году — магистра искусств. В 1960 году получил магистрскую степень в области музыковедения в Йельском университете. В 1966 году Питер Киви стал доктором философии (PhD) по философии, защитив диссертацию в Колумбийском университете.
Некоторое время Киви работал в Бруклинском колледже, а в 1967 году начал преподавать в Ратгерском университете, где в 1976 году стал профессором. Вышел на пенсию в 2015 году.
В 1991—1992 гг. Питер Киви был президентом Американского эстетического общества.
В 2017 году умер от рака после продолжительной болезни.

## Философия
Киви был автором или редактором 23 книг. Эти книги оказали значительное влияние на аналитическую философию музыки и способствовали формированию новых дискуссий в этой области с момента публикации его первой работы о музыке «The Corded Shell» в 1980 году. Его работы переведены на китайский, итальянский, корейский, португальский и испанский языки.
Значение Питера Киви в области музыки связано с его работами по эстетике, в которых он оживил сложные проблемы взаимосвязи музыкального произведения и вызываемых им эмоций и внешних ассоциаций. Он настаивал на том, что удовольствие, получаемое от красоты содержания музыкального произведения, несводимо к впечатлению от переживаемой слушателем эмоции. Приписывая музыкальной композиции какой-либо эмоциональный предикат, мы по большей части исходим не из действительного эмоционального опыта, а из выразительных свойств самого произведения. Таким образом, музыка будет считаться грустной не из-за вызываемой ею грусти, а из-за нашей способности считывать те музыкальные приёмы, которые подражают эмоциональным колебаниям человеческого голоса, жестам и осанке, соответствующим выражению нашей печали. Такую имитацию музыкой эмоциональных реакций человека Киви называл «контурной теорией» или «звуковой картой» человеческого тела, находящегося под воздействием той или иной эмоции.
Таким образом, широкие знания музыкальной теории могут способствовать более глубокому пониманию музыки и необходимы для адекватного описания и понимания музыкального опыта. Однако это не делает восприятие музыки строго рациональной деятельностью: музыка способна порождать в реципиенте сильную эмоциональную реакцию, но такие эмоции отличаются от повседневных эмоций, испытываемых в обыденной жизни. Свою позицию Киви характеризовал как «усиленный формализм».
Киви отстаивал кантианскую точку зрения о том, что музыку нельзя классифицировать, понимать и оценивать наряду с теми видами искусства, которые по своей природе являются репрезентативными. Музыка для Киви бессмысленна, в том значении, что у неё нет никакого семантического содержания, поэтому Киви считает ошибочными музыковедческие попытки интерпретации произведений.

## Работы Киви на английском
- Speaking of Art, Nijhoff, 1973.
- (Editor and author of introduction and notes) ThomasReid’s Lectures on the Fine Arts, Nijhoff, 1973.
- The Seventh Sense: A Study of Francis Hutchinson’sAesthetics and Its Influence in Eighteenth-Century Britain, B. Franklin, 1976.
- The Corded Shell: Reflections on Musical Expression, Princeton University Press, 1980.
- Sound and Semblance: Reflections on Musical Representation, Princeton University Press, 1984.
- Osmin’s Rage: Philosophical Reflections on Opera,Drama, and Text, Princeton University Press, 1988.
- Sound Sentiment: An Essay on the Musical Emotions, including the Complete Text of "The Corded Shell, " Temple University Press, 1989.
- Music Alone: Philosophical Reflections on the PurelyMusical Experience, Cornell University Press, 1990.
- (Editor) Essays on the History of Aesthetics, University of Rochester Press, 1992.
- The Fine Art of Repetition: Essays in the Philosophy of Music, Cambridge University Press, 1993.
- Authenticities: Philosophical Reflections on MusicalPerformance, Cornell University Press, 1995.
- Philosophies of Arts: An Essay in Differences, Cambridge University Press, 1997.
- The Possessor and the Possessed: Handel, Mozart,Beethoven, and the Idea of Musical Genius, Yale University Press, 2001.
- New Essays on Musical Understanding, Oxford University Press, 2001.
- Introduction to the Philosophy of Music, Oxford University Press, 2002.
- The Blackwell Guide to Aesthetics, Blackwell, 2004.
- The Performance of Reading: an Essay in the Philosophy of Literature, 2006.
- Music, Language, and Cognition: And Other Essays in the Philosophy of Music, further collected essays of Peter Kivy, 2007.
- Antithetical Arts: On the Ancient Quarrel Between Literature and Music, 2009.
- Once-Told Tales: An Essay in Literary Aesthetics, 2011.
- Sounding Off: Eleven Essays in the Philosophy of Music, 2012.